# 内藤啓史
内藤 啓史（ないとう けいし、1954年8月18日 - ）は、NHKのシニアアナウンサー。

## 人物
岡山県立岡山朝日高等学校を経て東京大学文学部卒業後、1977年入局。
大学時代に六代目小金井芦州指導の講談道場で学んだ経験があり、『堂々日本史』の講談師に扮した司会スタイルはこの時の経験を生かしたもの。
FMリクエストアワー担当時は「月様」というニックネームで呼ばれた。
1979年に日曜喫茶室（NHK-FM）のウェイトレスを担当した妻と結婚。
2016年4月の熊本地震発生後、かつての赴任地であった大分局に応援で派遣され、災害情報を中心にローカルニュースを担当した。
好きな食べ物はお好み焼き、焼きそば、たこ焼き。趣味は読書、映画鑑賞、素人講談など。
次男にあたる内藤連は和泉流狂言師として野村万作に師事し、舞台に立っている。

## 現在の担当番組
- NHKラジオニュース（木曜午後の関東地方のニュース・気象情報、午後2時のニュース）
- 緊急警報放送試験信号

## 過去の担当番組
金沢放送局時代
- FMリクエストアワー（土）
- 石川県のニュース・中継・リポート

大分放送局時代
- FMリクエストアワー（土）
- 大分県のニュース・中継・リポート

秋田放送局時代
- イブニングネットワークあきた

名古屋放送局（1度目）時代
- 東海地方のニュース・中継・リポート

東京アナウンス室（1度目）時代
大阪放送局時代
- 堂々日本史
- 関西のニュース・中継・リポート

松山放送局時代
- いよかんワイド

※期間中入院したこともあり短期で降板。
東京アナウンス室・日本語センター出向時代
- きょうのニュース&スポーツ（2007年4月2日・3日）

※メインキャスターの野村正育が声帯を嗄すなどしていたため、ニュースリーダーとしてニュース部分の影読みを担当。
- ガンダム宇宙世紀大全（2009年7月27日 - 31日）

※番組内「宇宙世紀の歴史が動いた」のコーナーを担当。
- おしゃべりクイズ疑問の館（ラジオ第1、司会）（2005年度 - 2008年度）
- お楽しみ演芸特選（ラジオ第一、司会）（ - 2008年度）
- きょうの健康（Eテレ、司会）（2010年4月 - 2011年3月）
- きょうの健康 Q&A
- 先取り きょうの健康（総合テレビ、キャスター）
- NHK短歌（2006年度 - 2009年度、Eテレ、司会）
- 極める!（2011年度、Eテレ、語り）
- ワイルドライフ（BSプレミアム）ナレーション

名古屋放送局（2度目）時代
- ゆめうつつ

東京アナウンス室（2度目）時代（2014年7月 - ）
- NHKけさのニュース（ラジオ第1：FM）谷地健吾の代理キャスター（2014年7月28日 - 8月8日、2015年8月10日 - 21日、2016年8月8日 - 19日）、小見誠広の代理キャスター（2017年7月31日 - 8月10日、2018年8月20日 - 31日）
- NHKきょうのニュース（ラジオ第1：FM）出山知樹の代理キャスター（2014年8月18日 - 22日）、野村正育の代理キャスター（2015年8月24日 - 28日、2018年1月19日）
- NHKニュース（正午）（ラジオ第1：FM）出山知樹の代理キャスター（2014年8月18日 - 8月22日）
- NHKニュース（正午）（ラジオ第1：FM）野村正育の代理キャスター（2015年8月24日 - 8月28日）
- NHKきょうのニュース　キャスター（土曜・日曜・祝日）（2017年9月9日 - 2018年3月31日）
- ラジオ正午ニュース　キャスター（土曜・日曜・祝日）（2017年9月9日 - 2018年3月31日）
  - 午後1時、午後3時、午後4時、午後5時、午後6時の定時ラジオニュースと午後0時55分、午後3時55分の関東・甲信越ローカルのラジオニュースも兼任。
- ひるのいこい（2018年4月2日 - 2019年3月29日）
- NHKラジオニュース（平日午前10時・午前11時）